# Bous (Luksemburg)
Bous − wieś (Uertschaft) w południowo-wschodnim Luksemburgu, w kantonie Remich, siedziba administracyjna gminy Bous-Waldbredimus. Do 3 października 2015 miejscowość leżała w dystrykcie Grevenmacher, a do 31 sierpnia 2023 był samodzielną gminą. Liczy 685 mieszkańców (1 stycznia 2023).